# عروق الصباغين

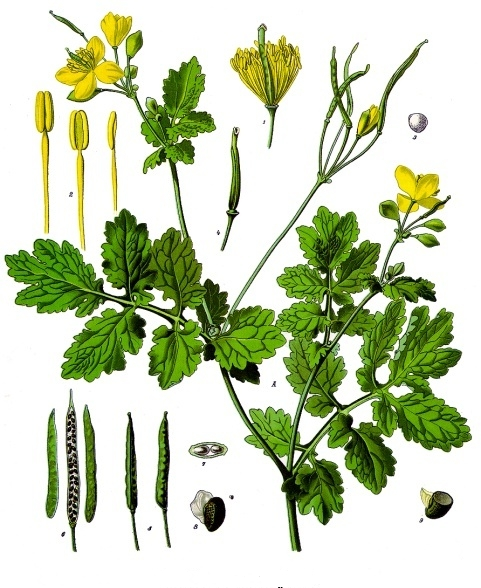
عروق الصباغين

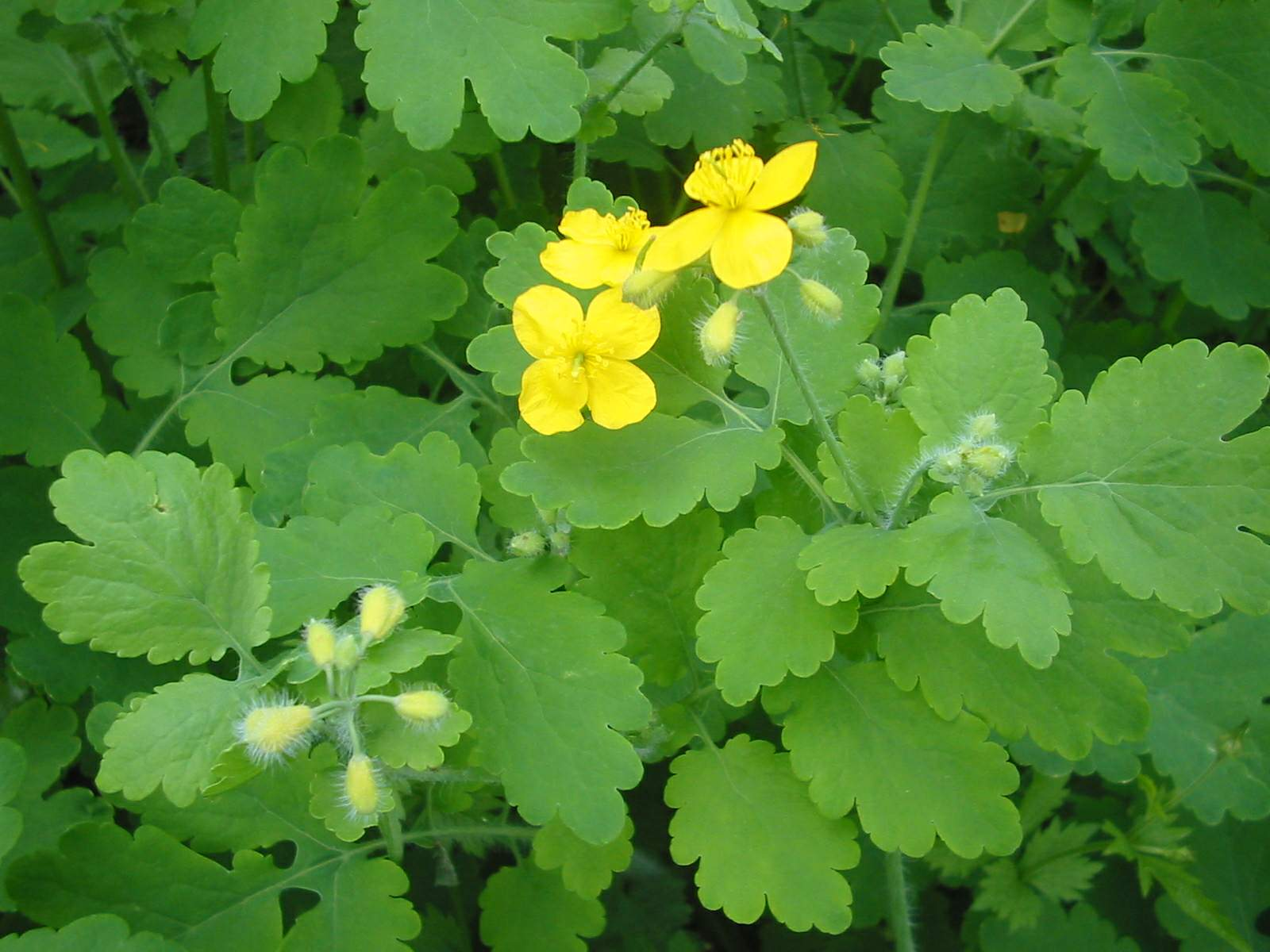
زهور وأوراق عروق الصباغين

الماميران، الميمران أو عُرُوق الصَبّاغِين أو العروق الصُفْر  أو شجرة الخطاطيف أو بَقْلَة الخَطَاطِيف أو المِمِران  (الاسم العلمي: Chelidonium majus)

## الوصف النباتي
نبات ثنائي الحول أزهاره الصفر الصغيرة مجتمعة في خصلات غير مكتظة، وأوراقه الكبيرة مستديرة أو مفصصة لونها في النصف الأعلى أخضر فاتح وفي النصف الأسفل أخضر أزرق ويبلغ ارتفاع النبات نحو 70 سم ساقه جوفاء والساق والأوراق يحويان سائلا ساما يكون برتقاليا أو أصفر، ويسهل التعرف على هذا النبات وتمييزه من رائحة سائله الذي يشبه رائحة سمك الرنجة، وتوجد بعصارته الصفراء بعض القلوانيات.

## الموطن والانتشار
موطنه أوروبا وحوض البحر الأبيض المتوسط، ثم انتشر أيضا في أمريكا الشمالية.

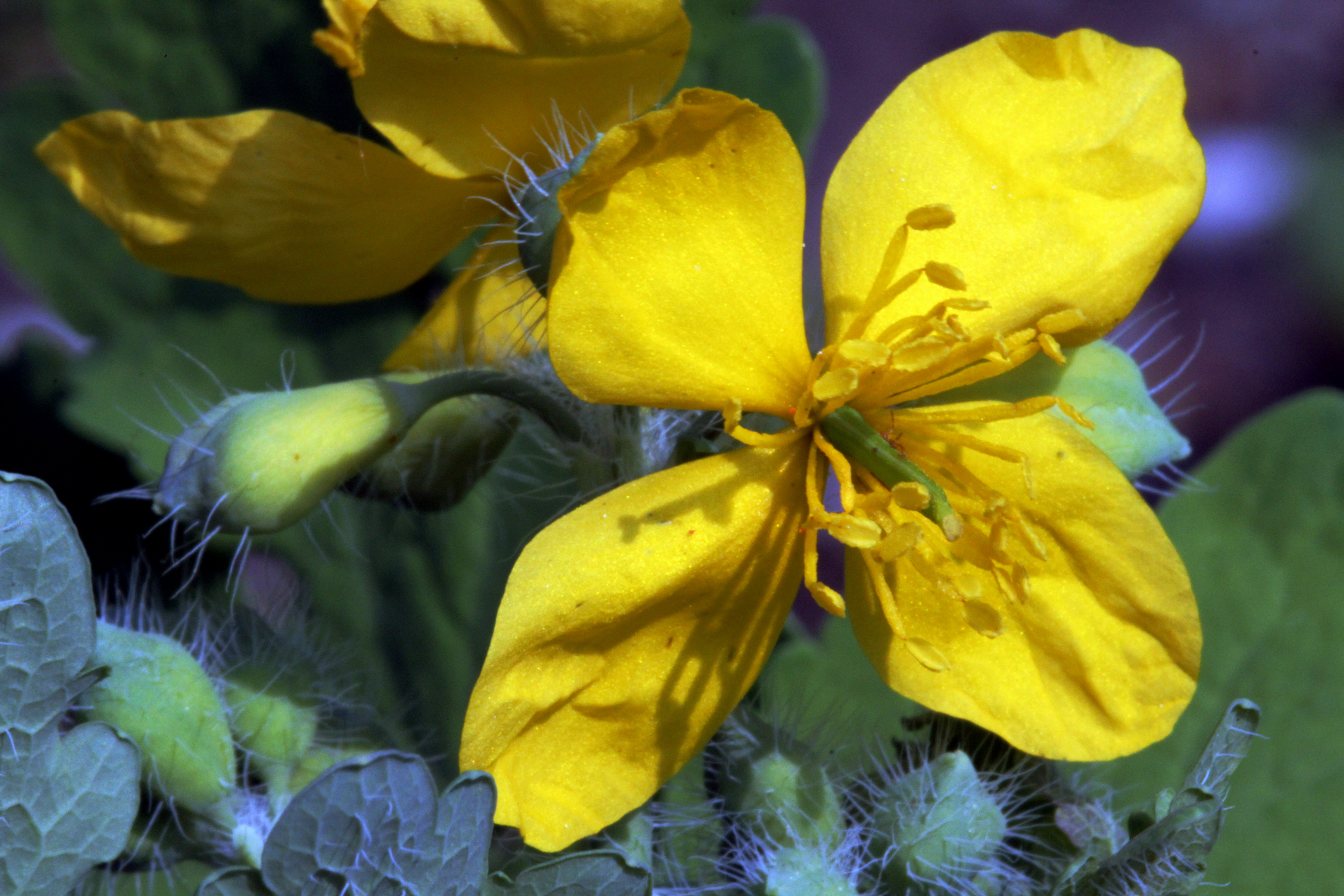
زهرة نبات عُرُوق الصَبّاغِين، شرق بوهيميا، جمهورية التشيك